# Clara Luper
Clara Shepard Luper (de nacimiento Clara Mae Shepard el 3 de mayo de 1923) – 8 de junio de 2011)  fue una activista y líder cívica, maestra de escuela y líder pionera en el movimiento por los Derechos Civiles de Estados Unidos. Es conocida por su papel de liderazgo en el movimiento de sentadas de la ciudad de Oklahoma de 1958, cuando Clara, su hijo y su hija pequeños y numerosos miembros jóvenes del Consejo Juvenil de la NAACP llevaron a cabo con éxito protestas no violentas cuidadosamente planificadas en los mostradores de comida de las farmacias del centro de la ciudad, que revocaron sus políticas de segregación. El éxito de esta sentada resultó en que Luper se convirtiera en líder de otras varias sentadas en la ciudad de Oklahoma entre 1958 y 1964. El Corredor Clara Luper es un proyecto de embellecimiento cívico y paisajístico urbano que se extiende desde el área del Capitolio de Oklahoma hacia el este hasta el noreste de la ciudad de Oklahoma. En 1972, Clara Luper fue candidata de Oklahoma para las elecciones al Senado de los Estados Unidos. Cuando la prensa le preguntó si ella, una mujer negra, podría representar a los blancos, respondió: “Por supuesto que puedo representar a los blancos, a los negros, a los rojos, a los amarillos, a los morenos y a los de lunares. Ya ves, he vivido lo suficiente para saber que las personas son personas”.
Luper continuó desegregando cientos de negocios y establecimientos en Oklahoma y fue muy activa a nivel nacional durante los movimientos de la década de 1960.
En una entrevista de 2003 acerca de los desafíos que afrontó como activista, afirmó: "Creo que mi mayor desafío estaba dentro de mí misma: creer que podía continuar a pesar de las condiciones. Mi mayor desafío era que podía continuar sin saber de dónde vendría nuestro próximo dólar. Y el principal desafío y la mayor satisfacción fue saber que algún día seríamos capaces de hacer lo que mi padre, que era un veterano de la Primera Guerra Mundial, no pudo hacer, y eso fue disfrutar de los privilegios de una ciudadanía de primera clase".

## Primeros años y educación
Clara Shepard Luper nació en 1923, en el condado rural de Okfuskee, Oklahoma. Su padre fue Ezell Shepard, quien era un veterano de la Primera Guerra Mundial y trabajador. Su madre fue Isabell Shepard, quien trabajaba como lavandera. La joven Clara Luper creció en Hoffman, Oklahoma. Asistió a la escuela secundaria de la ciudad de población negra de Grayson, Oklahoma, y estudió en la Universidad Langston, donde en 1944 obtuvo una licenciatura en matemáticas con una especialización en historia. En 1950, Luper se convirtió en la primera estudiante afroamericana en el programa de posgrado de historia de la Universidad de Oklahoma. Hizo estudios de maestría en Educación Histórica de la universidad en 1951.

## Activismo por los derechos civiles
Luper se convirtió en asesora del Consejo Juvenil de la NAACP de la ciudad de Oklahoma en 1957 mientras trabajaba como profesora de historia en la escuela secundaria Dunjee en Spencer, Oklahoma. El mensaje y el éxito de Martin Luther King Jr. y el boicot a los autobuses de Montgomery influyeron en su activismo, junto con las tragedias personales relacionadas con la segregación. Con el Consejo de la Juventud, escribió y representó una obra titulada Brother President sobre la filosofía de la no violencia de King. En 1958, fue invitada a llevar al Consejo de Jóvenes de la Ciudad de Oklahoma a actuar como el "hermano presidente" de la NAACP en la ciudad de Nueva York.
El viaje de ida y vuelta a Nueva York fue una experiencia formativa fundamental para los miembros del Consejo Juvenil. Esto debido a que les mostró a sus estudiantes que había lugares donde la segregación estaba terminando. Después de su viaje a Nueva York, los estudiantes sintieron que no podían volver a la segregación después de experimentar lo que proporciona la igualdad. Cuando regresaron a Oklahoma, el Consejo Juvenil votó para iniciar una campaña de desobediencia civil no violenta para terminar la segregación en la ciudad de Oklahoma. Esto marcó la decisión del grupo de ir a Katz Drug Store para realizar su primera sentada.
De 1958 a 1964, Luper fue mentora de los miembros del Consejo Juvenil de la NAACP en su campaña para poner terminar la segregación en los lugares públicos mediante sentadas, protestas y boicots.

### Sentadas en la ciudad de Oklahoma
En sus inicios como líder de derechos civiles para el Consejo Juvenil de la NAACP, tenía planes de desegregar los restaurantes y comedores de Oklahoma. Su primer objetivo fue Katz Drug Store, un supermercado segregado que tenía mostradores de comida. Antes de iniciar la sentada, Luper intentó ponerse en contacto con los propietarios vía correo. Envió cartas continuamente a al establecimiento pero fue ignorada durante 15 meses. Finalmente, estuvo de acuerdo en que se había dedicado suficiente tiempo y esfuerzo a contactar a la gente y que era hora de actuar. El martes por la tarde, 19 de agosto de 1958, Luper, su hijo, su hija y un grupo de integrantes del Consejo Juvenil entraron a la farmacia segregada Katz en el centro de la ciudad de Oklahoma y pidieron que les atendieran. Se les negó el servicio y llamaron a la policía. Sin embargo, el grupo no fue arrestado, aunque se enfrentó a una hostilidad cada vez mayor e incluso fue amenazado. Mientras estaban en la sentada, ella y su estudiante esperaron desde que la tienda abrió hasta que cerró. Durante ese tiempo, sus estudiantes sacaban sus libros y estudiaban. Clara Luper fue una activista de los derechos civiles, pero antes que nada fue maestra. Dos días después, la dirección corporativa de Katz en Kansas City desegregó sus mostradores de comida en tres estados.
La sentada de 1958 en la farmacia Katz había sido sugerida por la hija de ocho años de Luper y se llevó a cabo un año y medio antes de las sentadas del 1 de febrero de 1960 en Greensboro, Carolina del Norte. Fue la primera sentada del movimiento por los derechos civiles.
El éxito de la desobediencia civil en Oklahoma también podría atribuirse al teniente de la policía en ese momento, Bill Percer. Percer y Luper tenían un acuerdo tácito: él y sus hombres no dañarían a sus estudiantes si practicaban la no violencia. El estudiante de Luper también supuso una ventaja para su causa. El hecho de que los manifestantes fueran sobre todo estudiantes hizo menos probable que la sentada terminara en violencia como la de Greensboro. Las tácticas, los estudiantes y la policía tuvieron un papel importante para permitir que la desegregación de Oklahoma no terminara en violencia.
De 1958 a 1964, Clara Luper se convirtió en una líder destacada de la lucha para poner fin a la segregación en Oklahoma. Lideró las campañas para conseguir igualdad de derechos bancarios, oportunidades de empleo, vivienda abierta y derecho al voto. Junto con el Consejo Juvenil de la NAACP, integró personalmente cientos de restaurantes, cafés, teatros, hoteles e iglesias, incluidos establecimientos tan notables de la ciudad de Oklahoma como el autocine Split-T y el Hotel Skirvin. Trabajó en el Comité de Relaciones Humanas del Gobernador J. Howard Edmondson.

### Activismo a nivel nacional
Luper fue una figura destacada en el Movimiento Nacional por los Derechos Civiles. Participó de manera activa en la NAACP y asistió a la conferencia anual de la asociación todos los años con el Consejo de la Juventud de la Ciudad de Oklahoma. Participó en la Marcha sobre Washington de 1963, donde el Dr. King pronunció su discurso “Yo tengo un sueño”. También participó en las marchas de Selma a Montgomery de 1965, donde recibió un corte profundo en la pierna durante el "Domingo Sangriento", cuando 600 manifestantes por los derechos civiles fueron atacados por la policía estatal y local con gases lacrimógenos y porras.
Después de 1964, Luper siguió siendo una figura importante de la comunidad como activista, educadora y fiel partidaria de la NAACP. En estos años, amplió el alcance de sus preocupaciones para incluir la defensa de la igualdad educativa, económica y política. En 1968, fue una de las pocas profesoras afroamericanas contratadas para enseñar en la escuela secundaria Northwest Classen de la ciudad de Oklahoma como parte del muy controvertido plan de desegregación escolar ordenado por la corte que se implementó ese año. Más tarde fue reasignada a la escuela secundaria John Marshall (Oklahoma), donde continuó enseñando historia y estudios de medios.

### Huelga de trabajadores de saneamiento de la ciudad de Oklahoma
En agosto de 1969, Luper fue la portavoz de los trabajadores sanitarios en huelga en la ciudad de Oklahoma. Los trabajadores de saneamiento exigieron una semana laboral más corta, aumentos salariales y nuevos procedimientos de quejas. Ella apoyó la huelga permitiendo a los trabajadores utilizar el Centro de la Libertad del Consejo Juvenil de la NAACP en Oklahoma. Los trabajadores utilizarían el Centro de la Libertad para planificar reuniones y huelgas. Clara, por otro lado, había estado trabajando para recaudar dinero para ayudar a estos trabajadores. A menudo llevaba comida al Centro de la Libertad para que los trabajadores comieran. La huelga de saneamiento de la ciudad de Oklahoma comenzó el 19 de agosto y terminó el 7 de noviembre de 1969.

## Campaña de 1972 para senadora de Estados Unidos por Oklahoma
En 1972, Clara Luper fue candidata de Oklahoma para el Senado de los Estados Unidos. Cuando la prensa le preguntó si ella, una mujer negra, podría representar a los blancos, respondió: “Por supuesto que puedo representar a los blancos, a los negros, a los rojos, a los amarillos, a los morenos y a los de lunares. Ya ves, he vivido lo suficiente para saber que las personas son personas”.

## Compromiso cívico
Luper dio clases historia estadounidense durante 41 años, comenzando en la escuela secundaria Dunjee y trabajando en otras escuelas de la ciudad de Oklahoma; se jubiló de la escuela secundaria John Marshall en la ciudad de Oklahoma en 1991.
Durante el período de 1960 a 1980, Luper presentó un programa de radio, el Clara Luper Show, con su hijo. A menudo discutían sobre los derechos civiles y las personas que los defendían.
Los estudiantes de Luper estaban tan influenciados por su éxito en materia de derechos civiles que ellos mismos lucharon contra la segregación. Uno de sus estudiantes fue el primer jefe de policía afroamericano de la ciudad de Oklahoma. Otro dijo que ella fue la razón por la que decidió convertirse en coronel del ejército de Estados Unidos.

## Legado
El Corredor Clara Luper, un proyecto multimillonario de paisajismo urbano de dos millas, anunciado por el entonces gobernador Brad Henry que conecta el complejo del Capitolio del Estado de Oklahoma con el área históricamente afroamericana del noreste de Oklahoma City, comenzó a construirse en 2005. Recibió su nombre para conmemorar el legado de Luper en materia de derechos civiles.
Luper fue acredora de cientos de premios y fue incluida en el Salón de la Fama de Oklahoma, el Salón de la Fama de las Mujeres de Oklahoma y el Salón de la Fama Afroamericana de Oklahoma, entre otros.
En diciembre de 2006, Luper recibió un doctorado honoris causa de la Universidad de Oklahoma City.
La Beca Clara Luper, un apoyo económico otorgado por la Universidad de Oklahoma City, se ha concedido a varias estudiantes cada año. La beca está dirigida a estudiantes de diversos orígenes que tienen necesidades financieras. La beca tiene como objetivo enfatizar los valores que defendía Clara Luper, incluidos el servicio comunitario, el liderazgo y la educación.
Luper murió por causas naturales el 8 de junio de 2011. Le sobrevivieron sus tres hijos, Calvin, Marilyn Luper Hildreth y Chelle Marie. También le sobrevivieron una hermana, Oneita Brown; cinco nietos; ocho bisnietos; y un tataranieto.
El edificio de correos Clara Luper, nombrado en 2021, está ubicado en 305 Northwest 5th Street en Oklahoma City.

## Departamento de Estudios Africanos y Afroamericanos Clara Luper de la Universidad de Oklahoma
El 7 de marzo de 2018, el presidente de la Universidad de Oklahoma, David L. Boren, anunció el nombramiento del Departamento de Estudios Africanos y Afroamericanos en honor a la educadora y líder de los derechos civiles Clara Luper, quien realizó muchas contribuciones a los esfuerzos de diversidad e inclusión en Oklahoma. El anuncio se realizó en la reunión de marzo de 2018 de la Junta de Regentes de la OU.
“Honramos a Clara Luper como pionera en materia de derechos humanos y como símbolo del compromiso de la universidad con la igualdad de oportunidades para todas las personas”, afirmó el presidente de la OU, David L. Boren.

## Centro Clara Luper de Servicios Educativos de las Escuelas Públicas de la Ciudad de Oklahoma
En 2017, las Escuelas Públicas de la Ciudad de Oklahoma comenzaron la nueva consolidación administrativa y la restauración de un edificio de oficinas moderno de mediados de siglo, un antiguo edificio bancario en 615 N. Classen que se convirtió en el nuevo Centro Clara Luper de Servicios Educativos de OKCPS. El edificio alberga al personal administrativo, así como programas de extensión para los docentes del distrito.

## Oficina de correos del centro de la ciudad de Oklahoma
El 16 de septiembre de 2020, la Cámara de Representantes de Estados Unidos aprobó una legislación para cambiar el nombre de la oficina de correos del centro de la ciudad de Oklahoma en honor a la pionera de los derechos civiles Clara Luper. La medida fue aprobada por votación oral y cambiaría el nombre de la oficina de correos ubicada en 305 NW 5 St. a Edificio de Oficina Postal Clara Luper; esa instalación actualmente se conoce como Oficina de Correos del Centro de la Ciudad. El 18 de diciembre de 2020, el Senado de los Estados Unidos aprobó el nombre de la oficina de correos Clara Luper en el centro de la ciudad de Oklahoma, Oklahoma.

## Centro de Derechos Civiles Clara Luper de Planned OKC
Como parte del proyecto OKC MAPS, el Ayuntamiento de Oklahoma City está planeando un edificio de 20.000 pies cuadrados con exhibiciones conmemorativas de la época de los derechos civiles. La instalación servirá como centro comunitario y estará abierta a reuniones de grupos cívicos locales.

## Obras literarias
El libro de Clara Luper, Behold The Walls (1979), es un aclamado relato de primera mano de la campaña por los derechos civiles en la ciudad de Oklahoma durante la década de 1960.